# Муд-Лейк (Айдахо)
Муд-Лейк (англ. Mud Lake) — місто в окрузі Джефферсон, штат Айдахо, США. Є частиною агломерації Айдахо-Фоллс. Згідно з переписом 2010 року населення становило 358 осіб, що на 88 осіб більше, ніж 2000 року.

## Географія
Муд-Лейк розташований за координатами 43°50′31″ пн. ш. 112°28′57″ зх. д. / 43.84194° пн. ш. 112.48250° зх. д. (43.841818, -112.482395).  За даними Бюро перепису населення США в 2010 році місто мало площу 0,42 км², уся площа — суходіл. В 2017 році площа становила 0,37 км², уся площа — суходіл.

## Демографія

### Перепис 2010 року
За даними перепису 2010 року, у місті проживало 358 осіб у 96 домогосподарствах у складі 84 родин. Густота населення становила 863,9 ос./км². Було 107 помешкань, середня густота яких становила 258,2/км². Расовий склад міста: 63,4% білих, 1,1% індіанців, 32,4% інших рас, а також 3,1% людей, які зараховують себе до двох або більше рас. Іспанці та латиноамериканці незалежно від раси становили 44,4% населення.
Із 96 домогосподарств 63,5% мали дітей віком до 18 років, які жили з батьками; 66,7% були подружжями, які жили разом; 15,6% мали господиню без чоловіка; 5,2% мали господаря без дружини і 12,5% не були родинами. 8,3% домогосподарств складалися з однієї особи, у тому числі 2,1% віком 65 і більше років. У середньому на домогосподарство припадало 3,73 мешканця, а середній розмір родини становив 4,01 особи.
Середній вік жителів міста становив 22,2 року. Із них 45% були віком до 18 років; 7,8% — від 18 до 24; 24,8% від 25 до 44; 18,4% від 45 до 64 і 3,9% — 65 років або старші. Статевий склад населення: 48,3% — чоловіки і 51,7% — жінки.
Середній дохід на одне домашнє господарство  становив 59 237 доларів США (медіана — 45 313), а середній дохід на одну сім'ю — 62 253 долари (медіана — 46 875). За межею бідності перебувало 11,2 % осіб, у тому числі 14,3 % дітей у віці до 18 років та 0,0 % осіб у віці 65 років та старших.
Цивільне працевлаштоване населення становило 165 осіб. Основні галузі зайнятості: сільське господарство, лісництво, риболовля — 24,8 %, транспорт — 20,6 %, освіта, охорона здоров'я та соціальна допомога — 15,8 %, виробництво — 13,3 %.

### Перепис 2000 року
За даними перепису 2000 року, у місті проживало 270 осіб у 85 домогосподарствах у складі 65 родин. Густота населення становила 613,2 ос./км². Було 91 помешкання, середня густота яких становила 206,7/км². Расовий склад міста: 77,41% білих, 0,37% індіанців, 21,48% інших рас і 0,74% людей, які зараховують себе до двох або більше рас. Іспанці та латиноамериканці незалежно від раси становили 27,41% населення.
Із 85 домогосподарств 47,1% мали дітей віком до 18 років, які жили з батьками; 68,2% були подружжями, які жили разом; 7,1% мали господиню без чоловіка, і 23,5% не були родинами. 18,8% домогосподарств складалися з однієї особи, у тому числі 5,9% віком 65 і більше років. У середньому на домогосподарство припадало 3,18 мешканця, а середній розмір родини становив 3,74 особи.
Віковий склад населення: 35,6% віком до 18 років, 15,6% від 18 до 24, 24,1% від 25 до 44, 16,7% від 45 до 64 і 8,1% років і старші. Середній вік жителів — 24 року. Статевий склад населення: 55,2 % — чоловіки і 44,8 % — жінки.
Середній дохід домогосподарств у місті становив $28 194, родин — $29 583. Середній дохід чоловіків становив $30 938 проти $16 250 у жінок. Дохід на душу населення в місті був $11 159. Приблизно 21,7% родин і 24,8% населення перебували за межею бідності, включаючи 22,4% віком до 18 років і 15,8% від 65 і старших.